# Pulteney
Pulteney es un pueblo ubicado en el condado de Steuben en el estado estadounidense de Nueva York. En el año 2000 tenía una población de 1,405 habitantes y una densidad poblacional de 16 personas por km².

## Geografía
Pulteney se encuentra ubicado en las coordenadas 42°31′51″N 77°11′15″O / 42.53083, -77.18750.

## Demografía
Según la Oficina del Censo en 2000 los ingresos medios por hogar en la localidad eran de $37,115, y los ingresos medios por familia eran $42,438. Los hombres tenían unos ingresos medios de $27,026 frente a los $21,106 para las mujeres. La renta per cápita para la localidad era de $18,461. Alrededor del 9.7% de la población estaban por debajo del umbral de pobreza.